# 独占禁止法
独占禁止法（どくせんきんしほう）または競争法（きょうそうほう）とは、資本主義の市場経済において、健全で公正な競争状態を維持するために独占的、協調的、あるいは競争方法として不公正な行動を防ぐことを目的とする法令の総称ないし法分野である。
ただ、「独占禁止法」は、多義的であり、日本における私的独占の禁止及び公正取引の確保に関する法律の略称と紛らわしいため、区別を明確にする際には「競争法」との呼称が用いられることがある。略称は「独禁法」。
「競争法」と言った場合、上記の「独占禁止法」と同義とする定義のほか、「独占禁止法」に、日本における不正競争防止法や景品表示法や下請法等の関連法令を含むと解するもの、また、「競争法」は「反競争性をもたらす行為を禁止するという観点から、あらゆる商品役務に適用される法令」とも定義して、民法、知的財産法や各種事業法なども含むとする立場もあるが、保護法益が異なる、とするなどの批判もある。
現在では経済法の中心的位置を占めると考えられている。

## 規制の対象
各国の独占禁止法は、公正競争に反するとして、以下に掲げる行為を規制する。
- 独占（私的独占）
- カルテル
- 企業結合（企業合同）
- その他競争原理に反する行為（不公正な取引方法など）

## 歴史

### 起源

#### コモン・ローにおける判例法理の形成
コモン・ロー（英米法系）の本家であるイギリスでは、絶対王政下における社団国家体制、そして、近代的な市民社会や市場経済に移行する過程で、中世以来の同業組合（ギルド）による慣習を、restraint of trade（取引制限）であるとして違法とした判例法理が形成され、英米法系における独占禁止法の萌芽ともなった。
また、イギリスにおける判例で、「独占」を禁じた判例の一つとして、1602年のDarcy 対 Allein事件（Case of Monopolies）が挙げられる。この事件の判決においては、エリザベス1世が廷臣エドワード・ダルシーに与えたトランプの専売を認める勅許が、欺罔に基づくものであって、競争者の利益を不当に害し、「公共政策」（public policy）に反する、として無効とされた。なお、この判例法理は、エドワード・コーク判事による1624年独占法の制定に結実する。
他方で、イギリスにおいては、但し、同法の適用においては、不合理であると証明できなかった商慣習については原則有効とされる、「合理性テスト」が用いられるようになり、独占的な事業活動に対する規制は停滞した。

#### アメリカの反トラスト法
制定法としての独占禁止法の重要な起源は、同じ英米法系に属するアメリカの1890年連邦議会が制定したシャーマン法である。
南北戦争後、アメリカ国内では産業の急激な発展により、産業の集中も著しく進み、重要な産業において「トラスト」（企業合同）が形成された。ここでいう「トラスト」とは、持株会社制度を利用したコングロマリットである。当時、事業の集中化により生じた価格支配力を以って、商品の価格を高く維持し、リベートや価格差別によって競争者を駆逐するなど、トラストが支配的な地位を濫用する事例が相次いだ。そこで、まず、各州でトラストを規制する州法が制定され、判例が蓄積されるようになったが、全国的規模で活動するビッグ・ビジネスへの有効性を欠いたため、シャーマン法を嚆矢として、反トラスト法が制定されるに至った。
アメリカのシャーマン法は、前述のrestraint of tradeの法理を成文化したものであった。ただ、アメリカでは、前述の合理性テストから、より有効とされる場合を狭く厳格に解する「合理の原則」が導入された。特に価格についての制限は不合理であると推定された。
また、同法では、単に事業活動が無効とされるだけでなく、差止めや刑事罰等の救済及び実効性確保の手段が定められた。
これにより、アメリカにおける反トラスト法は、イギリスにおける停滞を経験することなく、アメリカにおける経済憲法としての確固たる地位を築くことになった。

### 産業財産権法との関係
特許法や著作権法等といった、独占禁止法の趣旨と一見相容れないようにも見える知的財産法も存在する。これらの趣旨はあくまで発明その他の創作活動へのインセンティブを図ることで社会全体の産業活性化を図るために、限られた期間創作者への一定の情報の独占権を付与するものである。歴史的にはイギリスの産業革命によって、中小事業者による独創的な発明を大資本家による模倣から守る社会的必要性が生じたことにより近代先進国家にて順次制定された。
アメリカ合衆国では、この特許制度を利用してトーマス・エジソンは発明王として大成功を収めた。しかし、創作者への保護を手厚くするプロパテント政策により、権利の制約を受ける第三者の不利益が過大となり、世界恐慌の間接的原因の一因ともいわれ、1930年代のアメリカでは創作者への保護よりも権利の制約を受ける第三者への保護を手厚くするアンチパテント政策を導入するとともに、市場独占による取引の停滞を解消するべく独占禁止法を初めて制定した経緯がある。そのため、独禁法の運用にあたっては、特許権や著作権等の独占権による創作インセンティブを刺激するというメリットと、権利の制約を受ける（第三者への）デメリットを比較考量して、あくまでも社会全体の産業活性化の観点から行わなければならない。
したがって、知的財産権の正当な行使である限りは独占禁止法の適用は受けないものの、知的財産権の趣旨を逸脱する濫用(英:Patent misuse)は独占禁止法によって禁止され得る。たとえば、特許権者による独占実施、または限られたライセンス者との寡占実施にあって、価格カルテルやライセンス期間中の改良研究禁止、ライセンス期間満了後の当業参入禁止などは、公正な競争を妨げるものであり、各種の知的財産法による権利保護範囲を逸脱する行為として独占禁止法によって禁止され得る。

## 各国の独占禁止法
2007年現在100以上の世界各国で独占禁止法が制定されている。2000年頃には30カ国で、新興国を中心に制定の動きがあったため増加した。世界の政治経済体制を支える経済憲法としてほぼ共通の認識となったといえる。
多くは資本主義国家にて制定されている例が多い。ただし、中華人民共和国でも2007年8月1日に制定されたように、市場があるところには独占禁止法がありうるということがいえる。
市場経済において、いかなる規則が必要かという経済の法を定めるものである。経済の憲法という意味で経済憲法と呼ばれてもいる。企業の基本的人権、経済の刑法という意味でもある。各国の独占の定義、合併の定義、域外適用の定義などは様々あり、様々な行為類型が違法であると定められている。世界的な経済活動が対象となるために、世界的な法の調整が必要であるが、主要なものとして、たとえばEU競争法や、米国のシャーマン法およびクレイトン法がある。

### 日本

#### 私的独占の禁止及び公正取引の確保に関する法律（独占禁止法）
日本での「独占禁止法」は、1947年に制定された私的独占の禁止及び公正取引の確保に関する法律を中心に構成されている。
いわゆる独占禁止法（どくせんきんしほう）で、更に「独禁法」と略す事もある。独占禁止法は経済法における憲法といわれることがある。
日本はシャーマン法とクレイトン法を受け継いでいる。原案はGHQから示され、原始独占禁止法から、現行の私的独占の禁止及び公正取引の確保に関する法律が制定された。
日本の独占禁止法は、「私的独占」・「不当な取引制限」（カルテル・談合）・「不公正な取引方法」を禁じている他、企業結合規制と事業者団体規制がある。そして、企業結合規制を私的独占及び不当な取引制限の規制に、また、事業者団体規制を不当な取引制限の規制に、それぞれ吸収させて、「独占禁止法の3本柱」と呼ぶ場合がある。
第1条は「私的独占、不当な取引制限及び不公正な取引方法を禁止し、事業支配力の過度の集中を防止して、結合、協定等の方法による生産、販売、価格、技術等の不当な制限その他一切の事業活動の不当な拘束を排除することにより、公正且つ自由な競争を促進し、事業者の創意を発揮させ、事業活動を盛んにし、雇傭及び国民実所得の水準を高め、以て、一般消費者の利益を確保するとともに、国民経済の民主的で健全な発達を促進することを目的とする」としている。

#### 関連法令
そのほかにも、重要な関連法令として、不当景品類及び不当表示防止法、下請代金支払遅延等防止法、消費者契約法などがある。

#### 公正取引委員会
独占禁止法に違反する行為・状態を発見した場合、内閣府の外局である公正取引委員会（公取ともいう）が、排除措置命令や課徴金納付命令などの処分を出すこととなる。法改正前は、処分を受けてからでないと異議を申し立てることができなかった。法改正を経た今日、処分に先立ち53条の意見を聴取される機会や、54条1項の説明を受ける機会、2項の証拠提出と質問の機会などが設けられた。
また、これまで処分後に行われていた公正取引委員会の審判は、法改正により処分後の不服審査手続の第一審を東京地裁が担うことになった。
法改正の背景として、日本経済団体連合会（経団連）などが、審判手続において審判官と審査官がともに公正取引委員会職員であり、職能分離がされていても公正な審理が期待できないと不満を述べていた。それでも、審判制度は公正取引委員会の執行能力を確かなものにし、独占禁止法の先例を形成する原動力としても貢献した。

### アメリカ合衆国
アメリカ合衆国における独占禁止法は、反トラスト法と呼ばれ、1890年に制定されたシャーマン法（Sherman Act）、1914年に制定されたクレイトン法（Clayton Act）と連邦取引委員会法（FTC法）が中心規定である。以上は連邦レベルの法律であるが、この他にも各州ごとに州反トラスト法が制定されている。
シャーマン法自体においては、実体規定は2条のみであって、より具体的な類型化を担うのがクレイトン法であるが、それでもビジネスにおける予測可能な違法性判断基準が規定されているものではない。そのため、反トラスト法の運用は、実質的には、判例法に委ねられている、と解される。

### ヨーロッパ
ヨーロッパ諸国では、競争法と呼ばれることが多い。とくに市場を統合している欧州連合の競争法の基本規定は、欧州連合の機能に関する条約の101条および102条である。

### 中国
中国では、独占禁止法は紆余曲折を経て、2007年8月30日に制定、翌年の2008年8月1日より施行された。作成に当たっては、アメリカの反トラスト法を参考にしたという。政策検討及び策定、指針の決定とその公布等の執行機関は、総則第9条で中国国務院傘下の委員会とされ、国家発展改革委員会の「価格監督独占禁止局」が担当する。また、制裁内容の公表等を行う国家発展改革委員会に加え、同院直属の国家工商行政管理総局、中国商務部なども専門別の法執行機関となる。また、状況に応じて人民政府の関係機関（省、自治区及び直轄市）に法執行機関の権限を授与できるとしている。
中国初の全8章57条からなる包括的競争法とされ、総則の第一条では社会主義市場経済の健全な発展促進を目的とし、第二条の法の適用については中国国内と国外においての中国市場の競争排除と制限を及ぼす可能性のある行為としている。
法律の目的について、独占禁止法本来の目的とは別に、電力事業など国家の安全に関わる産業について国営企業のシェアを維持し、外資のM&A規制がある。国家の安全に関わるM&Aなどは審査を行うこととなっているため、当局にとって望ましくない案件は承認しないことにより、外資への規制を行うことができる。
また、当局による運用は承認、非承認にとどまらない。2009年4月に承認された三菱レイヨン（日本）によるルーサイト・インターナショナル（イギリス）買収の際には、当局は両者の合併により中国国内シェアが増えることを問題視、「新規投資の停止（5年間）」や「中国事業はそれぞれ別会社にする」といった他の国では見られない、将来事業への制約が付された。
自動車関連では2011年より調査が行われ、2014年8月に日中合弁の自動車部品メーカー10社へ制裁金を科し、同年9月にはアウディ販売店の一汽大衆銷售やクライスラー中国汽車銷售などに制裁金支払いを命じている。独禁法の運用基準が明確でなく、市場シェアを大きく占める巨大な国営企業が誕生していることから、外資叩きや外交圧力との指摘もある。

### シンガポール
シンガポールでは、2004年10月19日に国会で可決された2004年競争法により施行される。作成にあたっては旧宗主国であったイギリスの判例法主義を承継している。所管する行政機関は貿易産業大臣により任命されるCCS（競争委員会）。
以下の違反行為等を行い本法上有罪とされた場合、他に特段の規定がない限り1万シンガポールドル以下の罰金、若しくは12ヶ月以下の懲役又はこれらが併科される。
(i)　文書提出命令に従わなかった場合等（第75条）
(ii)　文書を破棄，隠匿した場合（第76条）
(iii)　虚偽の情報提供をした場合（第77条）
(iv)　法執行を妨害した場合等（第78条）

### ロシア
ロシア連邦憲法第34条は独占及び不正競争を禁止しており、独占の禁止に関する法律は2006年に連邦法として成立した。2016年現在までに主に3度の改正を経ている（全てでは7度）。
2004年の大統領指令により連邦反独占庁が設置され、中央の事務局と84の地方事務局が活動する。
同連邦法では、10 - 20パーセントのシェアを持つ金融機関による支配的地位の濫用を規制する（第5条7項）。また個人、商業組織、非営利組織が事業者と共同して、その支配的地位の濫用を齎す（もたらす）ことを禁じる（第11条3項）。ただし2011年12月6日の第三次改正では、合弁事業に対する規制が緩和された。